# يانغ يون
يانغ يون (بالصينية: 杨云) هو لاعب كرة قدم صيني، ولد في 6 أكتوبر 1988 في Putuo, Shanghai ‏ في الصين. لعب مع شانغهاي غرينلاند شينهوا.

## وصلات خارجية
- يانغ يون على موقع قاعدة بيانات كرة القدم.إي يو (الإنجليزية)
- يانغ يون على موقع Soccerway.com (الإنجليزية)
- يانغ يون على موقع عالم كرة القدم.نت (الإنجليزية)